# Estandarte del cuervo

Representación moderna de un estandarte del cuervo.

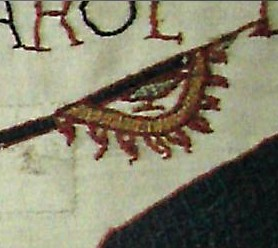
Detalle del tapiz de Bayeux donde aparece el estandarte del cuervo.

El estandarte del cuervo (en nórdico antiguo, Hrafnsmerki; en anglosajón, Hravenlandeye) fue una bandera posiblemente de naturaleza totémica, utilizada por varios jefes tribales vikingos y otros regentes escandinavos entre los siglos ix y xi. La bandera es descrita en la literatura nórdica de forma aproximadamente triangular, con el borde externo redondeado, de donde cuelgan una serie de lengüetas o borlas. Posee cierta semejanza con las veletas finamente talladas utilizadas en las proas de los drakkar.
Se conjetura que el estandarte del cuervo era un símbolo del dios de la guerra Odín, quien a veces era descrito en compañía de dos cuervos llamados Hugin y Munin y su intención al portarla en batalla pudo haber sido provocar el temor de los enemigos invocando el poder del dios.

## Simbolismo del cuervo en la cultura escandinava

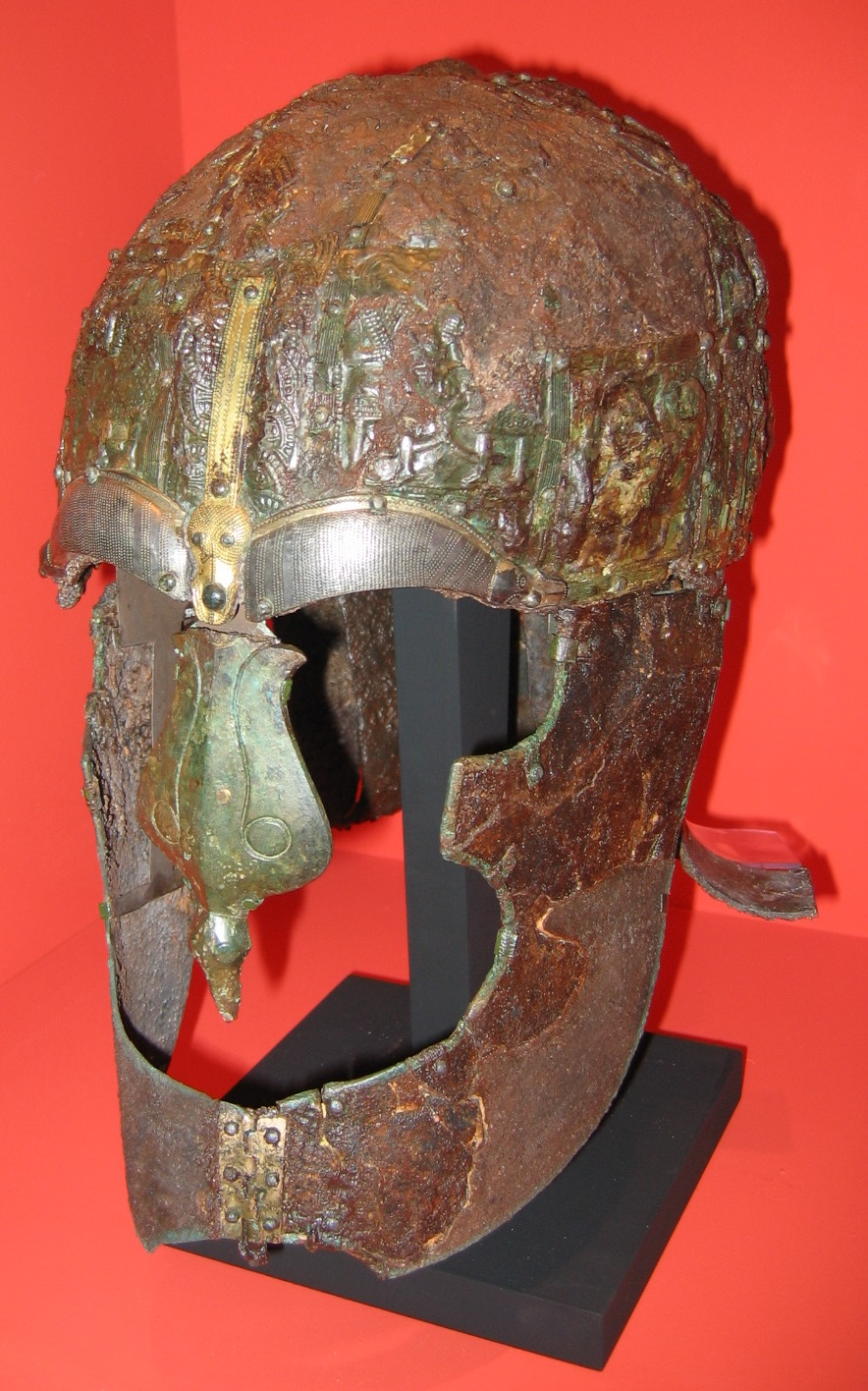
Casco de la era de Vendel con un protector de nariz con forma de cuervo, en el Museo Histórico de Estocolmo.

El cuervo es una figura icónica común en la mitología nórdica. El dios mayor Odín tenía dos cuervos llamados Hugin y Munin («Pensamiento» y «Memoria», respectivamente) que volaban alrededor del mundo trayéndole noticias de todo lo que sucedía. Por ello, uno de los muchos kenningar referentes a los nombres de Odín era «dios cuervo» (Hrafnaguð). Las estrofas que los mencionan en el Grímnismál (Edda poética) son citadas textualmente en el Gylfaginning (Edda prosaica):
| Huginn ok Muninn fljúga hverjan dag Jörmungrund yfir; óumk ek of Hugin, at hann aftr né komi-t, þó sjámk meir of Munin. | Hugin y Munin vuelan todos los días alrededor del mundo temo por Hugin que no regrese, aún más temo por Munin. |
| Edda poética - Grímnismál, estrofas 19 y 20.                                                                            | |

Odín estaba también estrechamente relacionado con los cuervos porque en los mitos nórdicos recibía a los guerreros caídos en el Valhalla y, a su vez, los cuervos estaban relacionados con la muerte y la guerra debido a su predilección por la carroña. Por consiguiente, es probable que fueran considerados como manifestaciones de las valquirias, quienes escogían a los guerreros muertos en batalla para llevarlos junto a Odín. La relación entre los cuervos y las valquirias se debía al hecho de que tanto las diosas como las valquirias solían cambiar de forma y tomar la apariencia de pájaros. Ejemplos de ello son Þrymskviða, en que Freyja presta a Loki su disfraz de pájaro, y el relato de la valquiria Kára en Hrómundar saga Gripssonar.
La figura del cuervo aparece en la mayoría de los poemas escáldicos describiendo la guerra. Hacer la guerra era «alimentar y satisfacer» los cuervos (hrafna seðja, hrafna gleðja). Un ejemplo de esto se encuentra en Norna-Gests þáttr, donde Regin recita el siguiente poema luego de que Sigurd matara a los hijos de Hunding:
| Nú er blóðugr örn breiðum hjörvi bana Sigmundar á baki ristinn. Fár var fremri, sá er fold rýðr, hilmis nefi, ok hugin gladdi. | Ahora el águila de sangre, con la ancha espada, el asesino de Sigmund, tallada en su espalda. Pocos fueron más valientes, cuando las tropas se dispersaron, un jefe del pueblo, quien hizo al cuervo feliz. |
| Norna-Gests þáttr, capítulo 6.                                                                                                 | |

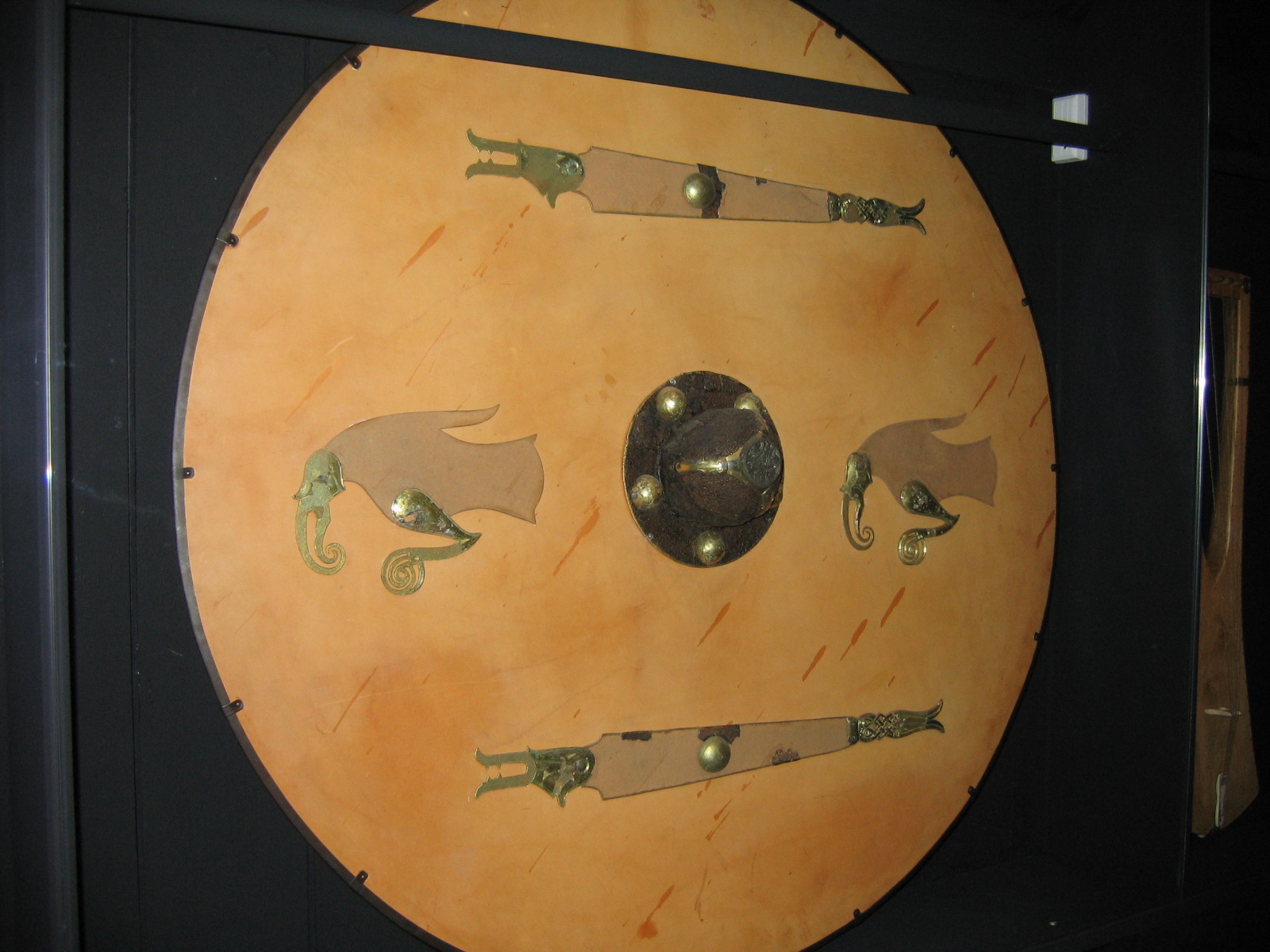
Imágenes de cuervos en un escudo sueco de la era de Vendel, en el Museo Histórico de Estocolmo.

En los kenningars utilizados en la poesía nórdica, se describe al cuervo como un pájaro de sangre, cadáveres y batallas; es la gaviota de la ola en la pila de cadáveres, cuyos chillidos se estrellan como granizo y ansía la carne en la mañana cuando llega al mar de cuerpos (Hlakkar hagli stokkin már valkastar báru, krefr morginbráðar er kemr at hræs sævi).
En negras bandadas, los cuervos planean sobre los cadáveres y el escaldo pregunta a dónde se dirigen (Hvert stefni þér hrafnar hart með flokk hinn svarta). El cuervo va en búsqueda de la sangre de los caídos en batalla (Ód hrafn í valblóði). Vuela desde el campo de batalla con sangre en el pico, carne humana en las garras y el hedor de los cadáveres en su boca (Með dreyrgu nefi, hold loðir í klóum en hræs þefr ór munni). Los cuervos tuvieron cada vez más connotaciones infernales y, en una obra cristiana tan temprana como Sólarljóð, se menciona que los cuervos de Hel (heljar hrafnar) arrancan los ojos de los insolentes. Dos maldiciones en la Edda poética dicen «que los cuervos arranquen tu corazón partido en dos» (Þit skyli hjarta rafnar slíta), y «los cuervos te arranquen los ojos en la alta horca» (Hrafnar skulu þér á hám galga slíta sjónir ór). Son vistos entonces como instrumentos de la justicia divina cuando esta era severa y desagradable.
A pesar de las violentas e infernales imágenes con las que se los asociaba, los primeros escandinavos veían a los cuervos como figuras positivas; la batalla y la justicia severa no eran vistas de forma desfavorable en la cultura nórdica. Muchos nombres en nórdico antiguo hacen referencia al cuervo, tales como Hrafn, Hrafnkel y Hrafnhild.

## Uso por los hijos de Ragnar Lodbrok
El estandarte del cuervo fue usado por cierto número de caudillos vikingos mencionados en las sagas, como los hijos del rey de Dinamarca y Suecia, Ragnar Lodbrok. La primera mención de una fuerza vikinga portando el estandarte del cuervo está en la Crónica anglosajona para el año 878.

Y en el invierno de este mismo año Ivar y Halfdan desembarcaron en Wessex, en Devonshire, con 23 barcos, y allí le mataron a él y a 840 hombres de su ejército. También se tomó la bandera de guerra (guðfani), que ellos llamaban «Cuervo».
Crónica anglosajona

Los Anales de San Neot confirman la presencia del estandarte del cuervo en el Gran ejército danés y da a entender las influencias del seidr en su creación  en su naturaleza totémica y oracular.

Se dice que tres hermanas de Hingwar y Habba (Ivar y Ubbe), i.e., las hijas de Ragnar Lodbrok, habían tejido el estandarte y lo tuvieron listo en sólo un medio día. Más aún, se dice que si iban a ganar una batalla en donde seguían a ese símbolo, se veía en su centro un cuervo agitando alegremente las alas. Pero si iban a ser derrotados, el cuervo permanecía inmóvil. Y esto siempre se comprobaba como cierto.
Anales de San Neot

Este relato es repetido de forma textual en la obra Vida del rey Alfredo, del obispo Asser:

Las hijas de Loðbrók han tejido ese estandarte y lo han terminado durante un sólo medio día. También se dice que en cualquier batalla donde se portara ese símbolo ante ellos, si iban a obtener la victoria, uno vería en el medio un cuervo vivo volando; pero si iban a ser derrotados, colgaba inmóvil.

Geffrei Gaimar en su obra Estorie des Engles, escrita alrededor de 1140, menciona el Hrafnsmerki que era portado por el ejército de Ubbe en la batalla de Cynwit (878): «el Cuervo era el estandarte de Ubbe. Él era el hermano de Iware; fue enterrado por los daneses en un gran túmulo en Devonshire, llamado Ubbelawe».

## Uso en Orcadas, Dublín y Jorvik
Un estandarte triangular con la representación de un pájaro, posiblemente un cuervo, aparece en monedas acuñadas por Olaf Cuaran alrededor del año 924. Se debe señalar que muchas dinastías nórdico-gaélicas en Bretaña e Irlanda eran de la dinastía Uí Ímair, quienes afirmaban descender de Ragnar Lodbrok a través de su hijo Ivar el Deshuesado. Las monedas muestran un estandarte con la forma aproximada de un triángulo recto isósceles, con los dos catetos situados en la parte superior y el asta, respectivamente. A lo largo de la hipotenusa hay una serie de cinco borlas o lengüetas. El asta está coronada por lo que parece ser una cruz; esto podría indicar una fusión entre símbolos paganos y cristianos.
El estandarte del cuervo también fue usado por el jarl Sigurd de las Orcadas. Según la Saga Orkneyinga, fue hecho por la madre de Sigurd Hlodvisson, quien era una völva. Le dijo que el estandarte «traería victoria al hombre que vaya delante del que la lleve, pero muerte al portador». La saga describe la bandera como «un estandarte hecho finamente, bordado muy ingeniosamente con la figura de un cuervo, y cuando el estandarte ondeara con la brisa, el cuervo parecería volar». La predicción de la madre de Sigurd se hizo realidad cuando, de acuerdo con las sagas, todos los portadores del estandarte tuvieron finales prematuros. La «maldición» del estandarte cayó finalmente en el propio jarl Sigurd durante la batalla de Clontarf:

El jarl Sigurd tuvo una dura batalla contra Kerthialfad, y este avanzó tan rápido que derribó a todos los que estaban en la primera hilera, y rompió la formación del jarl Sigurd hasta que alcanzó el estandarte, y mató a su portador. Luego hizo que otro hombre portara el estandarte, y de nuevo hubo una dura lucha. Kerthialfad golpeó también a este hombre, la muerte le llegó al instante, y así uno tras otro los que se quedaron junto a él. Luego el jarl Sigurd llamó a Thorstein, el hijo de Síðu-Hallur, para que llevara el estandarte, y Thorstein estaba a punto de levantarlo, cuando Asmund el Blanco dijo: «¡No lleven el estandarte! Todos los lo lleven, morirán». «Hrafn el Rojo!» llamó Sigurd, «lleva tú el estandarte». «Lleva tu propio demonio», respondió Hrafn. Entonces el jarl dijo: «Es lo adecuado que el mendigo lleve la bolsa», y con eso, tomó el estandarte del asta y lo puso bajo su capa. Poco después de que Asmund el Blanco cayera muerto, el jarl fue atravesado por una lanza.
Saga de Njál

De acuerdo con el poema escáldico Darraðarljóð, un hombre llamado Daurrud vio doce mujeres, posiblemente representando a las valquirias, que tejían un estandarte del cuervo y posteriormente lo rasgaban en tiras en una forma ritual luego de la batalla. Es incierto si este relato está destinado a ser interpretado de forma literal, pero podría indicar un ritual de destrucción del Hrafnsmerki tras la muerte de su dueño.

## Otros usos

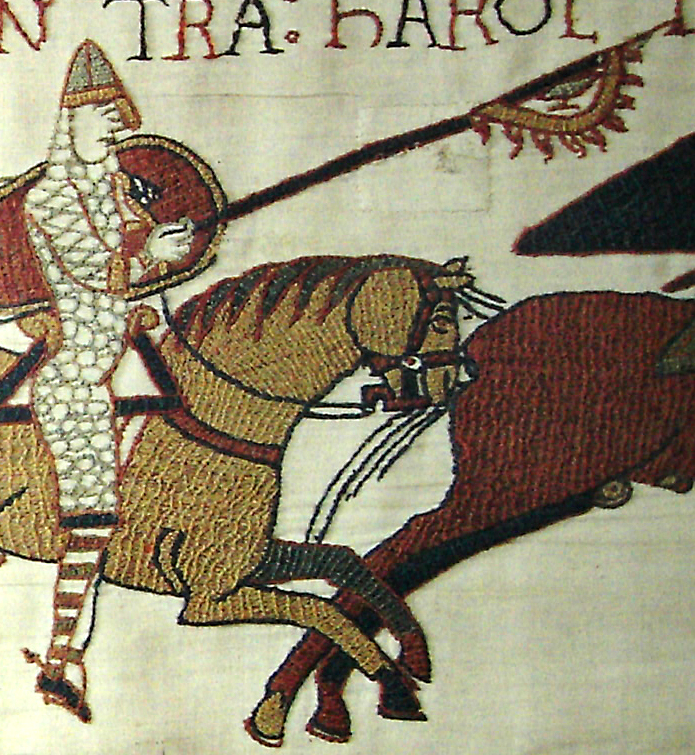
Detalle del tapiz de Bayeux mostrando un caballero normando que porta lo que parece ser el estandarte del cuervo.

El ejército del rey Canuto el Grande de Inglaterra, Noruega y Dinamarca utilizó un estandarte del cuervo hecho de seda blanca en la batalla de Assandun en 1016. 

[...] tenía un estandarte que le daba un maravilloso augurio. Soy muy consciente de que esto puede parecerle increíble al lector; no obstante, lo introduzco en mi trabajo verídico porque es cierto: Este estandarte era tejido con la seda más limpia y blanca, y ninguna imagen o figura se encontraba en él. En caso de guerra, sin embargo, siempre se veía un cuervo, como si estuviera tejido allí. Si los daneses iban a ganar la batalla, el cuervo aparecía con el pico abierto, agitando las alas y las patas. Si iban a ser derrotados, el cuervo no revoloteaba y sus extremidades colgaban inmóviles.
Encomium Emmae Reginae

En su obra Vidas de Waltheof y su padre Sivard Digri, el Earl de Northumberland, el historiador inglés William de Ramsay (obispo de Crowland) informa que el jarl danés Sigurd de Northumbria recibió un estandarte de un viejo sabio desconocido. El estandarte se llamaba Ravenlandeye.
De acuerdo a Heimskringla, Harald Hardrada portaba un estandarte del cuervo llamado Landøyðan, «Gastador de tierra»; es difícil determinar si este estandarte era el mismo que el que portaba Sigurd de Northumbria. Se relata una conversación entre Harald y el rey Svend II de Dinamarca en donde se menciona al estandarte.

Sveinn preguntó a Haraldr cuál de sus posesiones era la más valiosa. Le contestó que era su estandarte (merki), Landøyðan. Entonces Sveinn pregunta cuál es la virtud que lo hacía tan valioso. Haraldr respondió que se le había profetizado que obtendría la victoria quien portara el estandarte; y agregó que este había sido el caso de que lo había conseguido. Acto seguido Sveinn dijo: "Yo creeré que tu bandera tiene esta virtud si peleas tres batallas con el rey Magnús, con tus hombres, y salen victoriosos en todas".
Haralds saga Sigurðarsonar

Años más tarde, durante la invasión de Harald a Inglaterra, luchó en una feroz batalla contra dos jarls ingleses en las afueras de York. La saga de Harald relata que:

[...] cuando el rey Haraldr vio que la formación de batalla inglesa había bajado a lo largo de una acequia opuesta a ellos, hizo sonar las trompetas y con dureza instó a sus hombres a atacar, levantando su estandarte llamado Landøyðan. Y entonces su ataque fue tan fuerte que nada pudo oponérsele.
Haralds saga Sigurðarsonar

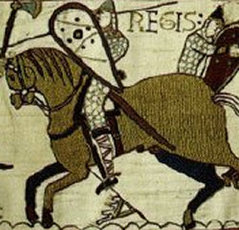
Detalle del tapiz de Bayeux mostrando un estandarte del cuervo roto y caído al suelo.

El ejército de Harald llevó el estandarte en la batalla del puente Stamford, donde era portada por un guerrero llamado Frírek. Después de que Harald fuera alcanzado por una flecha y muriera, sus guerreros lucharon ferozmente por hacerse con el estandarte, e incluso algunos de ellos se hicieron berserker en su frenesí por obtener la bandera. Al final la «magia» del estandarte falló, y la mayor parte del ejército noruego fue masacrado; sólo unos pocos pudieron escapar en sus barcos.
Aparte del estandarte del dragón de Olaf II de Noruega, el Landøyðan de Harald Hardrada es el único estandarte real de los primeros noruegos descrito por Snorri Sturluson en Heimskringla.
En el famoso panel del tapiz de Bayeux, se muestran estandartes que parecen ser del cuervo. Este tapiz fue encargado por el obispo Odo de Bayeux, medio hermano de Guillermo el Conquistador. Al ser uno de los combatientes de la batalla de Hastings, Odo podría tener familiaridad con los estandartes portados en la guerra. En uno de los paneles, ilustrando una carga de caballería normanda  contra una formación en pared de escudos ingleses, un caballero normando aparece con un estandarte semicircular adornado con un pájaro negro. En otra representación que representa la muerte de los hermanos de Harold Godwinson, se encuentra un estandarte triangular parecido al de la moneda de Olaf Cuaran, yaciendo roto en tierra. Hay eruditos quienes piensan que son simplemente reliquias de la herencia escandinava normanda, mostrando la influencia escandinava en la Inglaterra anglosajona o bien reflejan una presencia no documentada de nórdicos en los ejércitos normandos e ingleses. Para el año 1066, todos los ejércitos involucrados en hostilidades en las islas británicas, noruegos, ingleses y normandos, eran cristianos, al menos nominalmente. Los normandos estaban muy alejados de muchas formas, incluso lingüísticamente, de sus orígenes nórdicos.
A pesar de que algunos alegan de que Hrafnsmerki fue la primera bandera europea en el Nuevo Mundo, no existe ninguna indicación de que fuera una bandera universal llevada por los escandinavos, y ninguna fuente se las asigna a los colonos de Vinland, o a ningún otro grupo islandés o groenlandés.